# Edgar Koetz

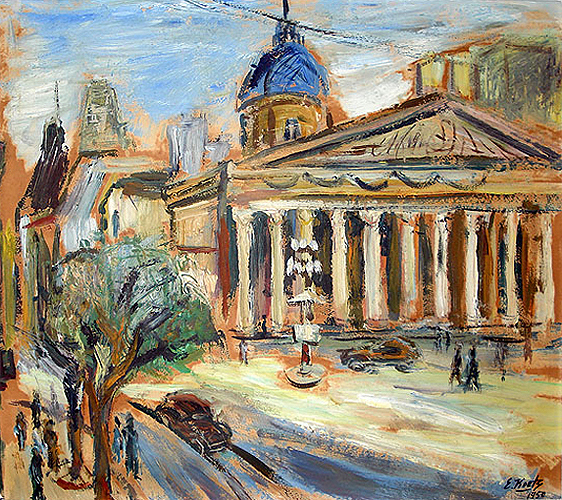
Catedral de Buenos Aires, óleo sobre tela, 1950, acervo do MARGS

Edgar Koetz (Porto Alegre, 6 de agosto de 1914 — Porto Alegre, 1969) foi um desenhista, gravador, artista gráfico, ilustrador e pintor brasileiro.
Como capista e ilustrador, trabalhava para a Editora Livraria do Globo, famosa por possuir uma seção de desenho dirigida pelo artista gráfico alemão Ernest Zeuner.
Participou da fundação da Associação Riograndense de Artes Plásticas Francisco Lisboa, em 1938; do Clube de Gravura de Porto Alegre, em 1950.